# بیمارستان امیرالمؤمنین رشت
بیمارستان امیرالمؤمنین رشت واقع در استان گیلان، شهرستان رشت بیمارستانی ۱۰۵ تخت خوابی است که در سال ۱۳۸۰ افتتاح شده‌است.

## امکانات و تاریخچه
این بیمارستان دارای مرکز فوق تخصصی گوش، حلق و بینی و سر و گردن، ENT، اورژانس، ICU، چشم، قلب و الکتروفیزیولوژی است که در سال ۱۳۸۰ به بهره‌برداری رسید است.